# Seppois-le-Bas
Seppois-le-Bas é uma comuna francesa na região administrativa de Grande Leste, no departamento Alto Reno. Estende-se por uma área de 6,74 km². Em 2010 a comuna tinha 1 411 habitantes (densidade: 209,3 hab./km²).